# 1830 en photographie
| Années de la photographie : 1827 - 1828 - 1829 - 1830 - 1831 - 1832 - 1833    |
| Décennies de la photographie : 1800 - 1810 - 1820 - 1830 - 1840 - 1850 - 1860 |

Cet article présente les faits marquants de l'année 1830 en photographie.

## Événements
- 26 février : Louis Daguerre, qui a fourni à Nicéphore Niépce une chambre et trois objectifs de différentes focales, lui conseille dans une lettre de tester ces objectifs conçus « pour différentes grandeurs, afin de pouvoir les appliquer convenablement selon les objets, et avec un diaphragme mouvant, principalement pour pouvoir mettre [la chambre noire] au foyer, mais il faudra pour l'effet sur la substance le tenir extrêmement ouvert »[1].

## Naissances
- 29 janvier : Henri Langerock, peintre et photographe belge, mort le 21 décembre 1915.
- 8 février : Kizu Kōkichi, photographe japonais, mort le 7 septembre 1895.
- 5 mars : Étienne-Jules Marey, scientifique, inventeur et chronophotographe français, mort le 15 mai 1904.
- 30 mars : Eugène Appert, photographe français qui, avec son frère Ernest-Charles, a réalisé une série de photomontages lors de la Commune de Paris en 1871, mort le 4 mars 1905.
- 9 avril : Eadweard Muybridge, photographe britannique, mort le 8 mai 1904.
- 27 mai : François Willème, peintre, photographe et sculpteur français, inventeur de la photosculpture, mort le 31 janvier 1905.
- 9 juillet : Henry Peach Robinson, peintre et photographe pictorialiste britannique, mort le 21 février 1901.
- 27 juillet : Paul Vionnet, pasteur et photographe suisse, mort le 16 janvier 1914.
- 22 octobre : Jules Isaï Benoît dit Livernois, photographe canadien actif à Québec, mort le 11 octobre 1865.
- 2 ou 10 novembre : Károly Divald, photographe hongrois, mort le 7 novembre 1897.
- 1er décembre : 
  - Xavier Désiré Ernié, dit Ermé Désiré, photographe orientaliste français, actif dans les années 1864-1885.
  - Hedvig Söderström, peintre et photographe suédoise, morte le 20 mai 1914.

- Date précise non renseignée ou inconnue :
  - Hovsep Abdullahian, photographe arménien ottoman, créateur avec ses frères Vichen et Kevork du studio Abdullah Frères à Constantinople, mort en 1908.
  - Sándor Beszédes, photographe hongrois, mort le 19 août 1889.
  - Rafael Castro Ordóñez, photographe chilien, photographe espagnol, mort le 2 décembre 1865.
  - Francis Chit, photographe thaïlandais, né le 23 mai 1891.
  - Tancrède Dumas, photographe italien, actif au Proche-Orient et en Afrique du Nord, mort en 1905.
  - Morita Raizō, photographe japonais, mort en 1899.
  - Antonio Perini, photographe italien, mort le 21 août 1879.
  - Josefa Pla Marco, photographe espagnole, morte le 15 janvier 1870.